# 不列顛哥倫比亞理工學院
不列颠哥伦比亚理工学院（英語：British Columbia Institute of Technology，縮寫），又譯英屬哥倫比亞理工學院，是一所位於加拿大不列顛哥倫比亞省本拿比的公立理工學院。該校在1964年錄取第一屆學生，至今校友已過160,000名，是省內第三大的高等教育機構。BCIT現有六大校區，也有散布於省內大溫哥華地區和中奧肯拿根地區的十所衛星校園。

## 歷史

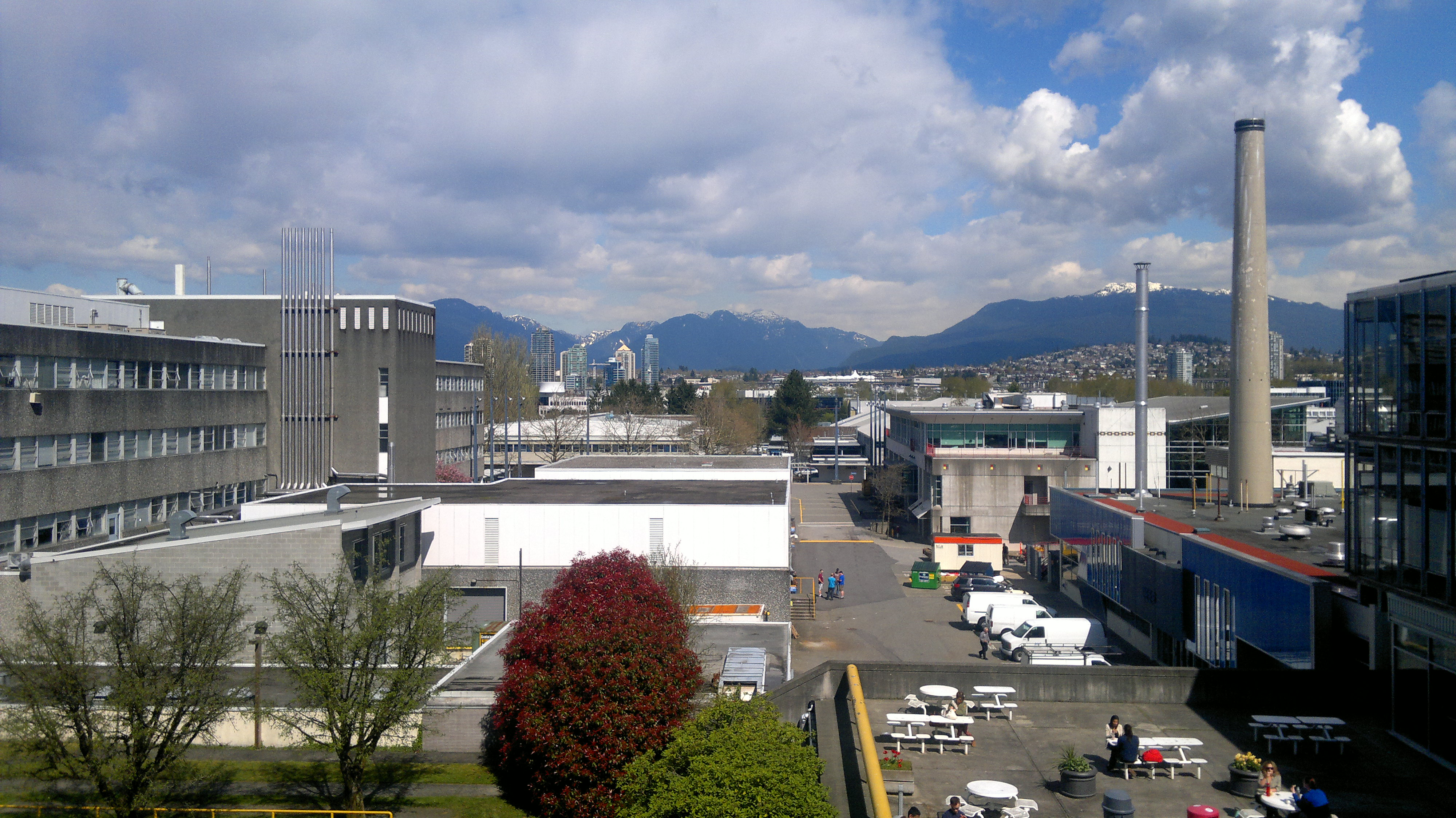
本拿比校總區

1960年，不列顛哥倫比亞職業訓練學院（英語：British Columbia Vocational School）在本拿比市創立校園。不久後，不列顛哥倫比亞省教育部為了覆蓋當時不列顛哥倫比亞大學和不列顛哥倫比亞職業訓練學院尚未培訓的範圍，決定設立一所高等教育機構主要培訓出工程界和企業界的技術人員，提供職業導向的課程。隨後，不列顛哥倫比亞職業訓練學院被BCIT吸收，並在1964年9月錄取第一屆學生，共498名。太平洋職業訓練學院（Pacific Vocational Institute）和太平洋航海技術訓練學院（Pacific Marine Training Institute）也在1986年和1994年分別併入BCIT。1997年，BCIT在溫哥華市中心設立校區，並在2007年在列治文市開設航空太空工程校區。
1996年不列顛哥倫比亞省通過的《專科學院學會法令》（College and Institute Act）正式聲明BCIT的宗旨為：
1. 提供技術和職業事項與科目的教學
2. 提供學士和碩士層次的學位和教學
3. 執行部長指定的其它功能

至今，BCIT是加拿大西部歷史最悠久及最大的職業導向和學徒系統學校。不列顛哥倫比亞省衛生系統的專職醫療及護理人員主要畢業於BCIT；該校是省內唯一培養腦電圖、體外循環灌注、超音波、核醫學、磁振造影、和放療醫療人員的學校，也是省內唯一提供進階護理專科（如急診、手術、婦產、等專科）課程的學校。根據Maclean's雜誌，BCIT商學院的行銷學課程是加拿大最專業的課程之一，該校的電腦科學院也是加拿大專門電腦課程選擇最廣泛的學院之一。同時，BCIT也是不列顛哥倫比亞省電工、木匠、鐵匠的主要訓練學校。
根據2018年不列顛哥倫比亞省政府的 BC Student Outcomes 調查結果，BCIT的學士學位畢業生就業率為98%。2019年調查結果，BCIT的學士學位畢業生就業率為96%。

## 學術表現
BCIT是加拿大知名的高等教育機構之一。
- 加拿大《Research Infosource（法语：Research Infosource）》2019年排名

卑詩省第1名、加拿大第9名。
- 西班牙《世界大學網路排名》2020年排名

加拿大第64名、世界第3597名。
- 俄羅斯《UniPage》2022年排名

加拿大第27名、世界第1026名。

## 校園環境
BCIT現有六大校區，都位於大溫哥華地區境內。

| - 本拿比校總區（Burnaby Campus（页面存档备份，存于）；本拿比市） - 市中心校區（Downtown Campus（页面存档备份，存于）；溫哥華市） - 航海技術校區（Marine Campus（页面存档备份，存于）；北溫哥華市） | - 航空太空工程校區（Aerospace Technology Campus（页面存档备份，存于）；列治文市） - 大北方路校區（Great Northern Way Campus（页面存档备份，存于）；溫哥華市） - 安納西斯島校區（Annacis Island Campus（页面存档备份，存于）；三角洲市） |

BCIT另有十所衛星校園散佈於本拿比市、素里市、蘭里市、楓樹嶺地方行政區、三角洲地方行政區、和基隆拿市。

## 學院
BCIT共有六所學院。

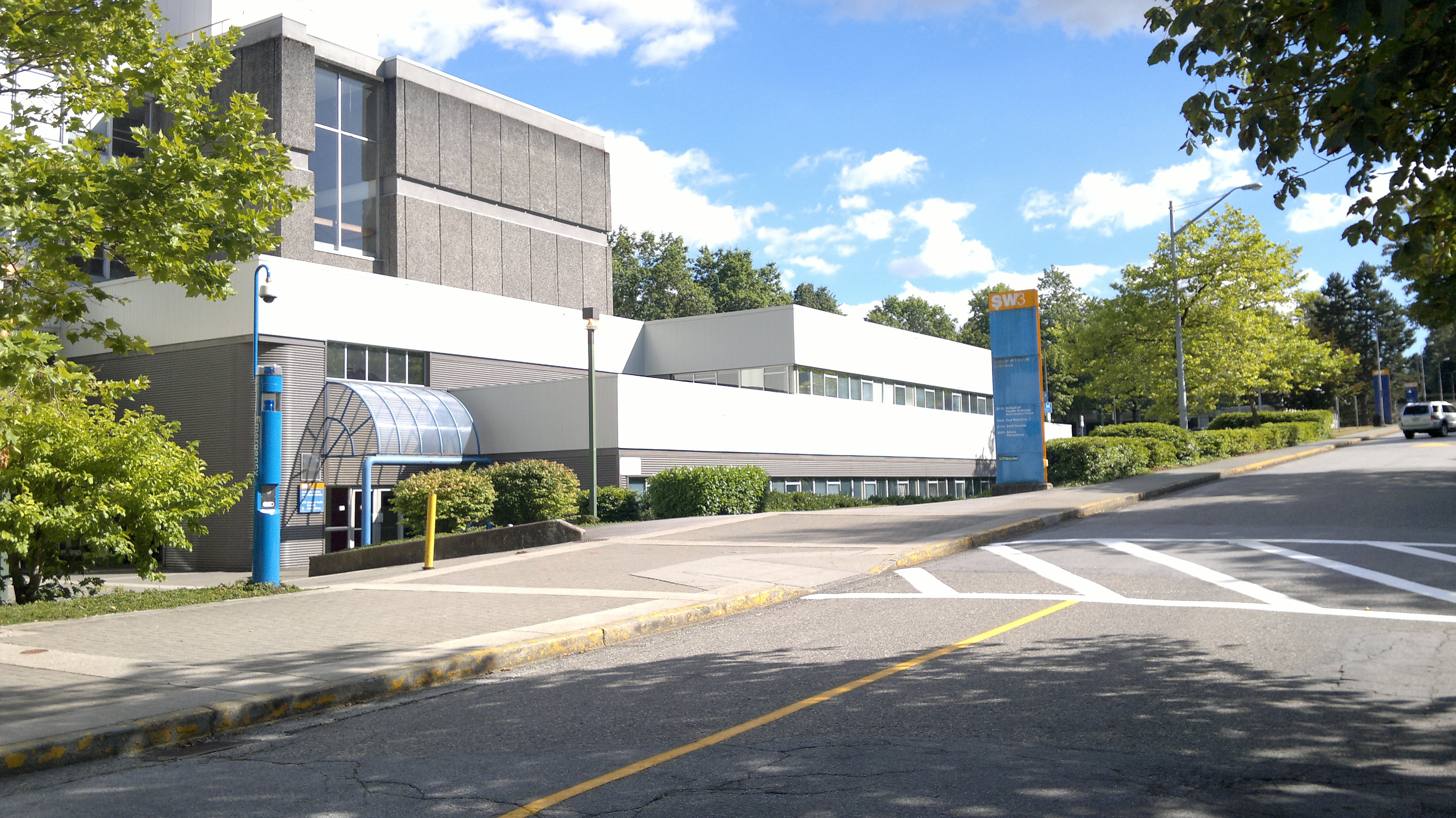
醫療衛生科學學院

- 電腦科學和學術研究學學院（School of Computing and Academic Studies（页面存档备份，存于））
- 商學學院（School of Business（页面存档备份，存于））
- 建設學和環境學學院（School of Construction and the Environment（页面存档备份，存于））
- 醫療衛生科學學院（School of Health Sciences（页面存档备份，存于））
- 能源學學院（School of Energy（页面存档备份，存于））
- 運輸工程學學院（School of Transportation（页面存档备份，存于））

## 學位
BCIT授予五種學士學位和兩種碩士學位，門類共分為25種學系。

| - 會計學學士學位（Bachelor of Accounting） - 會計學系 - 工商管理學學士學位（Bachelor of Business Administration） - 工商管理學系 - 工學學士學位（Bachelor of Engineering） - 土木工程學系 - 電機工程學系 - 機械工程學系 - 室內設計學學士學位（Bachelor of Interior Design） - 室內設計學系 - 理學學士學位（Bachelor of Science） - 生物科技學系 - 護理學系 - 放射線治療學系 | - 科技學學士學位（Bachelor of Technology） - 生態復育學系 - 工程科技學系 - 環境衛生學系 - 司法科學系 - 地理資訊系統學系 - 地球空間信息科學系 - 科技管理學系 - 電腦系統學系 - 建築學系 - 營建管理學系 - 環境工程科技學系 - 工業學系 - 機械工程學系 - 醫學影像學系 | - 應用科學碩士學位（Master of Applied Science） - 建築工程與建築科技學系 - 工學碩士學位（Master of Engineering） - 建築科技學系 |

學位以外，該校也核發憑證（如高級文憑、深造文憑等），門類包括其24種學系及其它學系。

## 學生媒體

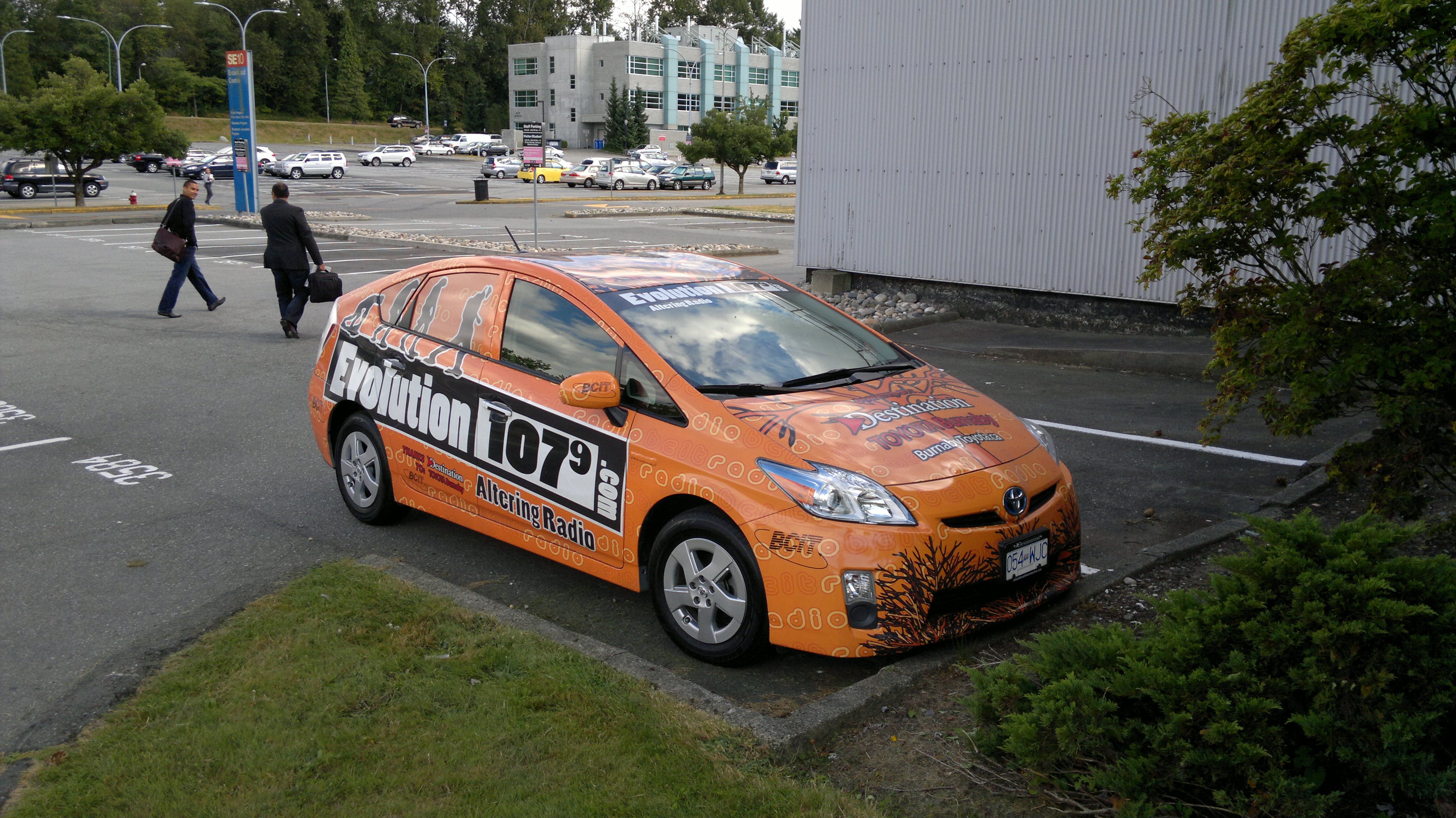
Evolution 107.9校園電臺用車

BCIT的校園電臺在1982年由通訊系和傳播新聞系的學生共同創辦，原為CFML 650AM，在2003年改收聽頻率為107.9FM，並在2006年改名為Evolution 107.9。
BCIT學生協會創辦的學生校刊是《連結報》（The Link），是加拿大大學新聞社的成員之一。

## 交通
同大溫哥華地區的其它九所高等教育機構，BCIT是卑詩省南岸運輸管理局U-Pass BC優惠證方案的參與學校。U-Pass BC的費用是由學生學費共同資助（每人每月加幣＄38.00），使學生能無限制的使用任何卑詩省南岸運輸管理局的大眾運輸系統，並可憑證優惠搭乘西岸快車。
目前大眾運輸系統之中有三條公車綫（25、125、130）可直達BCIT校總區，而離校總區最近的架空列車站是博覽線上的鐵路鎮站和柏德遜站。

## 著名校友

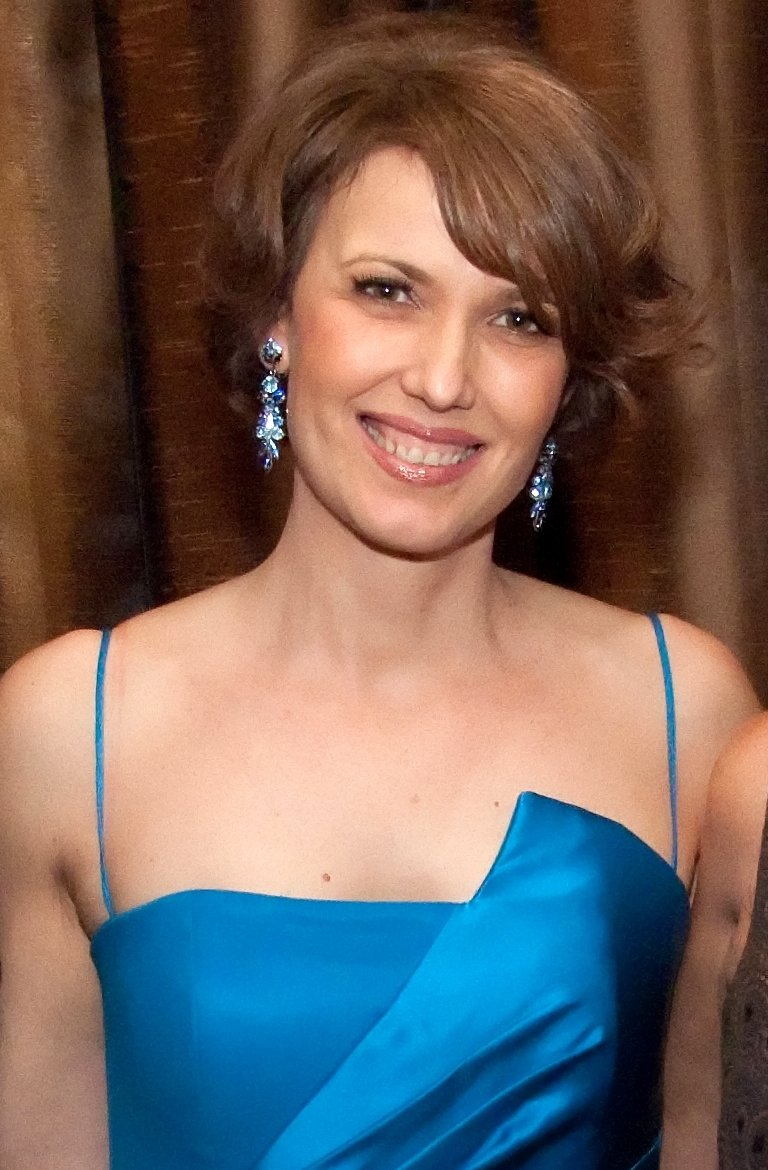
葛洛麗雅·麥克卡倫科，雙子座獎得主

- 羅伯·伯朗（英语：Rob Brown (journalist)），記者
- 葛洛麗雅·麥克卡倫科（英语：Gloria Macarenko），記者
- 戴安娜·斯維（英语：Diana Swain），記者
- 塔瑪拉·塔格特（英语：Tamara Taggart），記者
- 陳慧心，記者
- 萊斯莉·諾特，攝影師和電影製片人
- 緹潔·西杜（英语：Teejay Sidhu），演員
- 薇拉·科貝利亞，前喬治亞經濟和穩定發展部部長
- 查克·卡德曼（英语：Chuck Cadman），前加拿大國會下議院議員
- 楊蕭慧儀，前加拿大國會下議院議員
- 馬爾庫斯·弗萊德，PlentyOfFish創始人
- 韋恩·鮑威爾，倫敦藥房總裁
- 道格·甘迺迪，微軟公司Microsoft Dynamics客戶方案事業副總裁
- 亞瑟·格列夫思（英语：Arthur Griffiths），前溫哥華加人隊和通用汽車體育館擁有者
- 羅伯·蕭特（英语：Rob Short），曲棍球員
- 廖錦德，台灣演員
- 冏星人，YouTuber創作者
- 周豪傑，卑詩省議員

## 著名講師
- 馬可·安傑羅，世界河川日創始人及保育生物學家
- 唐納·里克斯，病理學醫生及慈善家